# نهائي كأس رابطة الأندية الإنجليزية المحترفة 1982
نهائي كأس الرابطة الإنجليزية 1982 كان نهائي كأس رابطة الأندية الإنجليزية المحترفة لكرة القدم بين نادي ليفربول وتوتنهام هوتسبير، فاز ليفربول في المباراة بنتيجة (3-1) بعد وقت اضافي، سجل الأهداف إيان راش (هدف) وروني ويلان (هدفين)، أقيمت المباراة في 13 آذار 1982.

## التفاصيل
| ليفربول                              | 3–1 (ب.و.إ.) | توتنهام هوتسبر    |
| ------------------------------------ | ------------ | ----------------- |
| روني ويلان 87'، 111' · إيان راش 119' | Report       | ستيف أركيبالد 11' |